# Paraphalaenopsis labukensis
Paraphalaenopsis labukensis là một loài thực vật có hoa trong họ Lan. Loài này được Shim, A.L.Lamb & C.L.Chan mô tả khoa học đầu tiên năm 1981.

## Hình ảnh

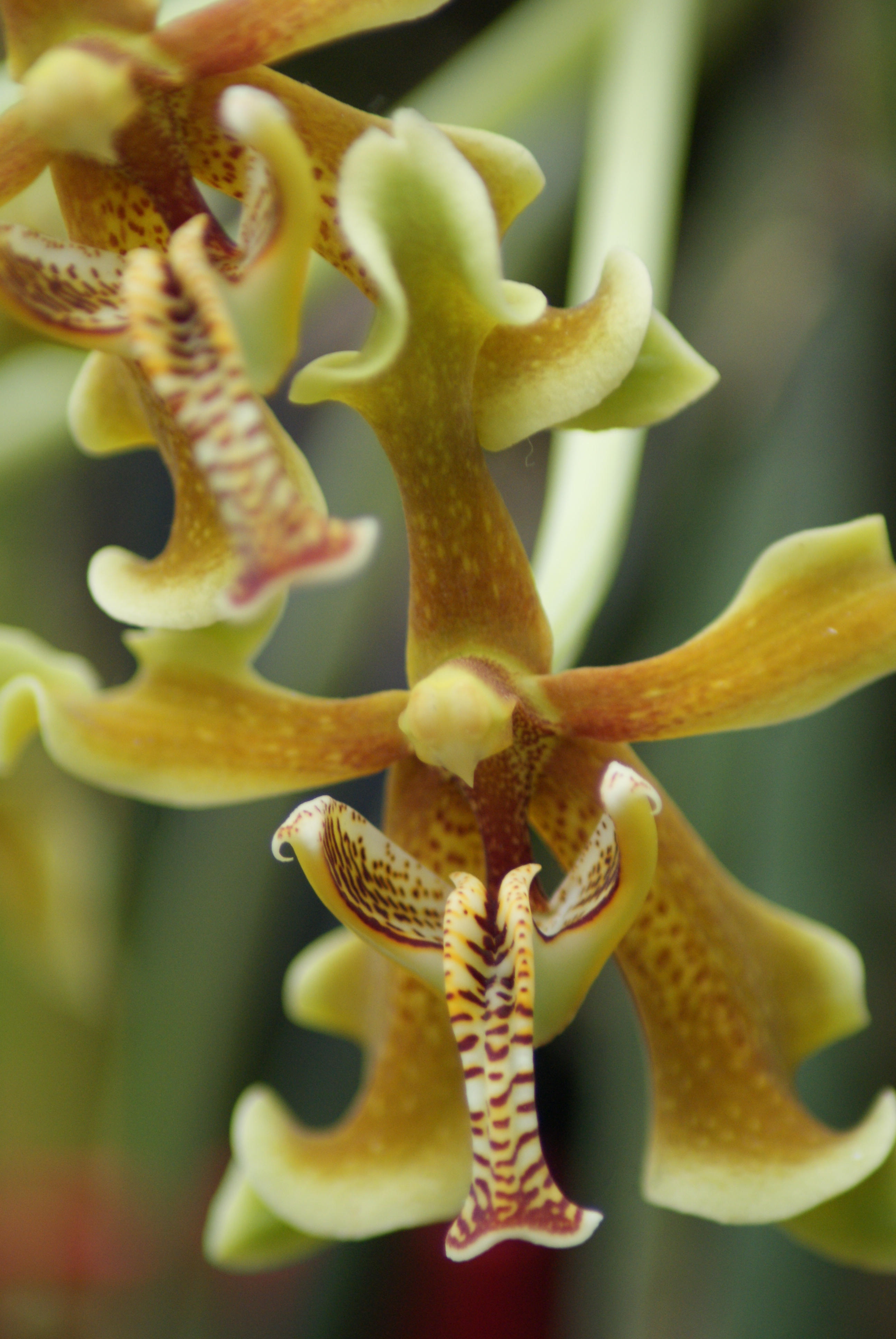